# Problepsis
Problepsis là một chi bướm đêm thuộc họ Geometridae.

## Một số loài tiêu biểu
- Problepsis achlyobathra Prout, 1928
- Problepsis aegretta Felder & Rogenhofer, 1875
- Problepsis albidior Prout, 1938
- Problepsis apollinaria (Guenée, [1858])
- Problepsis argentea Warren, 1900
- Problepsis asira Wiltshire, 1982
- Problepsis borneamagna Holloway, 1997
- Problepsis centrophora (Prout, 1915)
- Problepsis clemens Lucas, 1890
- Problepsis conjunctiva Prout, 1917
- Problepsis craspediata Warren, 1897
- Problepsis crassinotata Prout, 1917
- Problepsis deducta Herbulot, 1962
- Problepsis deliaria Guenée, [1858]
- Problepsis delphiaria Guenée, ([1858])
- Problepsis diazoma Prout, 1938
- Problepsis digammata Kirby, 1896
- Problepsis discophora Fixsen, 1887
- Problepsis erythra Wiltshire, 1982
- Problepsis eucircota Prout, 1913
- Problepsis evanida Prout, 1932
- Problepsis exanimata Prout, 1935
- Problepsis flavistigma Swinhoe, 1904
- Problepsis herbuloti Viette, 1968
- Problepsis insignita Prout, 1938
- Problepsis korinchiana Rothschild, 1920
- Problepsis latonaria Guenée, ([1858])
- Problepsis longipannis Prout, 1917
- Problepsis lucifimbria (Warren, 1902)
- Problepsis magna Warren, 1906
- Problepsis maxima Thierry-Mieg, 1905
- Problepsis meroearia Saalmüller, 1884
- Problepsis metallopictata (Pagenstecher, 1888)
- Problepsis minuta Inoue, 1958
- Problepsis mitis Joannis, 1932
- Problepsis neumanni Prout, 1932
- Problepsis ocellata (Frivaldszky, 1845)
- Problepsis ochripicta Warren, 1901
- Problepsis paredra Prout, 1917
- Problepsis phoebearia Erschov, 1870
- Problepsis plagiata (Butler, 1881)
- Problepsis plenorbis – Prout, 1917
- Problepsis rorida Prout, 1932
- Problepsis sancta Meyrick, 1888
- Problepsis shirozui Inoue, 1986
- Problepsis similinotata Prout, 1917
- Problepsis subreferta Prout, 1935
- Problepsis superans (Bulter, 1885)
- Problepsis transposita Warren, 1903
- Problepsis triocellata Bastelberger, 1908
- Problepsis vulgaris Butler, 1889